# Svenska kyrkans fria synod
Svenska kyrkans fria synod är ett nätverk inom Svenska kyrkan, men även en ideell förening,  som främst uppmärksammats i samband med frågan om kvinnors tillträde till prästämbetet. Föreningen arbetar för att Svenska kyrkan ska vidta organisatoriska ändringar till stöd för präster som inte anser sig kunna tjänstgöra under en kvinnlig biskop.

## Historik
Synoden bildades 1983 för att verka mot politiseringen av kyrkomötet. De två huvudfrågorna vid mötet var kyrkans skiljande från staten och att dopet skulle bli medlemsgrundande i Svenska kyrkan. Dessa frågor var dock knappast särskilt förknippade med synoden; istället har organisationen främst uppmärksammats i samband med frågan om kvinnors tillträde till prästämbetet. Synoden arbetar för att svenska kyrkan får biträdande biskop/ar, i likhet med Engelska kyrkans tidigare 'Flying bishops'" som är engelska kyrkans modell för att kunna viga de präster som inte anser sig kunna verka under en kvinnlig biskop.
Synoden vill verka som en brygga mellan olika konservativa kristna, enligt den egna terminologin "bekännelsetrogna", eftersom man anser sig ha band till dem alla. På så sätt vill man vara en förbindelselänk mellan dem som har behov att markera mot Missionsprovinsen och dem som väljer att engagera sig i densamma. År 2006 hade synoden 550 medlemmar.
Synoden ses ofta som en högkyrklig organisation, men i synoden finns medlemmar från flera religiösa riktningar, till exempel högkyrkliga, gammalkyrkliga, lågkyrkliga (främst från Evangelisk luthersk mission) samt i viss utsträckning även laestadianer.
Begreppet synod används om organisationen på riksnivå. På regional nivå används begreppet dekanat.
År 2016 bildade man en egen tankesmedja, Synodens Tankesmedja.

## Viktiga personer
- Lena Artman (född 1955), tidigare ordförande 2012[6]
- Göran Beijer (född 1940), sedan 2006 biträdande biskop emeritus i Missionsprovinsen
- Bertil Gärtner (1924–2009), tidigare preses, Synodens biskopsrepresentant
- Syster Marianne (1925–2023), deltog under bildandet av synoden
- Erik Petrén (1919–2013) lekman på olika nivåer i Svenska kyrkan som engagerat sig för synoden
- Dag Sandahl (född 1948), bidragit till synodens ideologiska profil
- Folke T Olofsson (född 1943), tidigare dekan vid synoden
- Bengt Ådahl (född 1951), dekan vid synoden, sedan 2018 missionsbiskop inom Missionsprovinsen
- Fredrik Sidenvall (född 1962), tidigare dekan vid synoden